# Dream Ticket
Dream Ticket è un cofanetto dell'artista britannico Elton John, composto da 4 DVD e distribuito nel 2004.
Il primo disco contiene il famoso concerto del 2000 al Madison Square Garden (One Night Only: The Greatest Hits Live at Madison Square Garden): è uno show con band ed Elton duetta con diversi personaggi, come Billy Joel, Anastacia e Mary J. Blige.
Il secondo disco presenta invece il celebre concerto con band e orchestra alla Royal Opera House di Londra (2002): la star è accompagnata da un complesso sinfonico formato da validi studenti della Royal Academy of Music (uno dei più prestigiosi conservatori britannici, del quale era stato allievo lo stesso John).
Il terzo DVD contiene uno degli show solo piano più apprezzati di Elton, tenutosi nell'anfiteatro di Ephesus nel 2001.
Il quarto disco, infine, contiene 12 canzoni di Elton: per ognuna di queste, è messo in evidenza un video e sono presenti interviste rivolte ad Elton e ad altri personaggi (come Thom Bell e Cameron Crowe). Nel DVD sono inoltre presenti molti dei più famosi costumi di scena indossati da Elton nel corso della sua carriera.

## Tracce

### Disco 1
Live al Madison Square Garden (New York), 21 ottobre 2000
1. Funeral for a Friend/Love Lies Bleeding
2. Candle in the Wind
3. Bennie and the Jets
4. Goodbye Yellow Brick Road (con Billy Joel)
5. Someone Saved My Life Tonight
6. Little Jeannie
7. Philadelphia Freedom
8. Tiny Dancer
9. Can You Feel the Love Tonight
10. Daniel
11. Rocket Man
12. Club at the End of the Street
13. Blue Eyes
14. I Guess That's Why They Call It the Blues (con Mary J. Blige)
15. The One
16. I Don't Wanna Go on with You like That
17. Sorry Seems to Be the Hardest Word
18. Sacrifice
19. Come Together
20. Your Song (con Ronan Keating)
21. Sad Songs (Say So Much) (con Bryan Adams)
22. I'm Still Standing
23. Crocodile Rock
24. Saturday Night's Alright for Fighting (con Anastacia)
25. The Bitch Is Back
26. Don't Let the Sun Go Down on Me
27. Don't Go Breaking My Heart (con Kiki Dee)

### Disco 2
Live alla Royal Opera House (Londra), 1º dicembre 2002
1. Introduzione/Interviste
2. Sixty Years On
3. Take Me to the Pilot
4. This Train Don't Stop There Anymore
5. Carla Etude
6. Tonight
7. Sorry Seems to Be the Hardest Word
8. Philadelphia Freedom
9. Burn Down the Mission
10. Don't Let the Sun Go Down on Me
11. Your Song
12. Saturday Night's Alright for Fighting

### Disco 3
Live ad Ephesus (Turchia), 17 luglio 2001
1. Introduzione
2. Your Song
3. Someone Saved My Life Tonight
4. Daniel
5. Mona Lisas and Mad Hatters
6. Honky Cat
7. Rocket Man
8. Philadelphia Freedom
9. Nikita
10. Sacrifice
11. Sorry Seems to Be the Hardest Word
12. I Guess That's Why They Call It the Blues
13. This Train Don't Stop There Anymore
14. Burn Down the Mission
15. The One
16. Blue Eyes
17. I'm Still Standing
18. Crocodile Rock
19. Don't Let the Sun Go Down on Me
20. Circle of Life
21. Candle in the Wind

### Disco 4
Video musicali e interviste
1. Your Song
2. Rocket Man
3. Mona Lisas and Mad Hatters
4. I'm Still Standing
5. I Guess That's Why They Call It the Blues
6. Empty Garden (Hey Hey Johnny)
7. Sacrifice
8. Can You Feel the Love Tonight
9. Believe
10. I Want Love
11. This Train Don't Stop There Anymore
12. Are You Ready for Love